# 흑해 독일인
흑해 독일인(독일어: Schwarzmeerdeutsche)은 18세기 - 19세기에 독일을 떠나 지금의 남부 러시아의 흑해 연안에 정착한 독일인이다. 
흑해 독일인은 볼가 독일인과는 다른 민족이었다. 그들은 지리학적으로도 문화적으로도 격리되어 있었지만 같은 시간에 같은 이유로 러시아로 이동했다.
남부 러시아에서는 독일인들이 지금의 우크라이나와 크림반도에 정착했다. 흑해 독일인들이 정착한 땅은 예카테리나 2세가, 오스만 제국(1768년-1774년)과의 두 번의 전쟁으로 크림 한국(1783년)을 합병해서 얻어낸 영토였다. 이 지역의 정착지는 볼가 영토처럼 거의 잘 개발되지 않았다. 최초의 독일인 정착자는 1787년에 서프로이센에서 이주했다. 그 이후 바르샤바, 지금의 서부와 독일 남서쪽을 포함하는 영역에서 이주했다. 가장 유명한 사람들은 메노나이트였으며 이들은 꽤 괜찮은 농부들이었다. 예카테리나 자신도 그들에게 이민을 권유하기도 했다.

## 같이 보기
- 발트 독일인